# Lomographa griseola
Lomographa griseola là một loài bướm đêm trong họ Geometridae.